# Dolichoderus passalomma
Dolichoderus passalomma är en myrart som beskrevs av Wheeler 1915. Dolichoderus passalomma ingår i släktet Dolichoderus och familjen myror. Inga underarter finns listade i Catalogue of Life.